# Itō Yōsuke
Ito Yosuke (伊藤 陽佑 Itō Yōsuke, Y Đằng Dương Hữu) là một diễn viên, ca sĩ người Nhật Bản. Anh sinh ngày 7 tháng 7 năm 1984 tại Sapporo, Hokkaidō, Nhật Bản.

## Phim truyền hình
- Tokusou Sentai Dekaranger vai Senichi Enari (Sen-chan)/DekaGreen (2004-2005)
- Khách mời trong Tensou Sentai Goseiger Thiên anh hùng ca 10 vai Magis (Bạn trai của Hyde) (2010)

## Điện ảnh
- Tokusou Sentai Dekaranger Full Blast Action vai Senichi Enari (Sen-chan)/DekaGreen (2004)

## Đặc biệt
- Tokusou Sentai Dekaranger: DekaRed VS DekaBreak vai Senichi Enari (Sen-chan)/DekaGreen (2004)
- Tokusou Sentai Dekaranger VS Abaranger vai Senichi Enari (Sen-chan)/DekaGreen (2004)
- Mahou Sentai Magiranger VS Dekaranger vai Senichi Enari (Sen-chan)/DekaGreen (2005)
- Bleach (nhạc kịch) vai Kisuke Urahara

## Khác
- Digimon Savers (biểu diễn màn kết thúc)
- bambino + (nhạc kịch)
- bambino.0 (nhạc kịch)

### Âm nhạc
| Ngày phát hành      | Tựa đề   | Danh mục   | Track |
| 31 tháng 5 năm 2006 | One Star | NECM-12124 | 1. One Star 2. 小さな宵月 (Chiisa na Yoi Tsuki; The Small Evening Moon) 3. One Star (bản Karaoke) 4. 小さな宵月 (Chiisa na Yoi Tsuki; The Small Evening Moon) (bản Karaoke) |
| ------------------- | -------- | ---------- | --- |